# Бой при Санта-Гертрудис (1866)
Бой при Санта-Гертрудис произошёл 16 июня 1866 года во время французской интервенции в Мексику в окрестностях Ломас-де-Санта-Гертрудис, расположенного в муниципалитете Камарго, в штате Тамаулипас, между войсками мексиканской республиканской армии генерала Мариано Эскобедо и частями Мексиканской империи под командованием генерала Фелисиано Ольвера.
К середине 1866 года торговля приобрела решающее значение для поддержания войск Мексиканской империи, постоянно нуждавшейся в деньгах. Имперский генерал Томас Мехия, контролировавший Матаморос, лежащий недалеко от побережья Мексиканского залива, через который осуществлялась торговля с США и Европой, отправил конвой с грузом оружия и товаров в Сьюдад-Мьер для вооружения отдаленных гарнизонов и продажи товаров для оплаты солдат. На полпути его должен был встретить отряд подполковника Адриана де Тусе, 8 июня высланный из монтеррейского гарнизона в направлении реки Рио-Гранде, чтобы в дальнейшем сопровождать в Сьюдад-Мьер.
Генерал-республиканец Мариано Эскобедо знал из перехваченных сообщений о плане имперцев, и, чтобы не дать соединиться колоннам, форсированным маршем двинулся из Линареса на север, в сторону Ломас-де-Санта-Гертрудис, недалеко от Камарго, которого достиг за три дня, таким образом расположив свои войска между двумя сходящимися колоннами противника. Одновременно он оставил шестьсот конников под командованием Руперто Мартинеса на виду у французов де Тусе, продвигавшегося на Серральво, с приказом беспокоить его на марше.
15 июня конвой из двухсот фургонов с товарами, запряженный более чем двумя тысячами мулов, под охраной отряда генерала Фелисиано Ольвера в две тысячи человек (тысяча шестьсот мексиканцев, триста австрийцев и два орудия), прибыл к Санта-Гертрудис, где расположился на отдых. Он был атакован поджидавшим его авангардом Эскобедо (400 человек пехоты и кавалерии), но с легкостью отбил нападение. Эскобедо вернулся в горы и решил на следующее утро атаковать конвой из засады.
В половине седьмого утра 16 июня имперцы вначале открыли пушечный огонь, пытаясь провести артиллерийскую разведку местности, а затем снялись с бивака и стали медленно продвигаться. Как было условлено на совещании накануне вечером, все республиканские силы должны были безмолвно скрываться в кустах полупустыни, чтобы по сигналу внезапно атаковать противника пятью колоннами. Однако кавалерийская колонна атаковала преждевременно, нарушив преимущество внезапности. Остальным войскам оставалось только выйти из своих укрытий и двинуться на имперцев. Завязался ружейный, а затем рукопашный бой. Об ожесточенности столкновения свидетельствуют потери убитыми, характерные для большого сражения — 551 человек с обеих сторон.
Разбив имперцев в кровопролитном бою, республиканцы захватили все фургоны с товарами, а также пушки, ружейные и артиллерийские боеприпасы, 2093 единицы оружия всех видов. Только генерал Ольвера со ста пятьюдесятью всадниками смог пробиться и вернуться в Матаморос.
Подполковник Адриан де Тусе, спешивший со своим отрядом на встречу с конвоем, узнав о случившемся, повернул на Сьюдад-Мьер, куда прибыл на следующий день, а затем в конце месяца вернулся в Монтеррей. В свою очередь, не имея возможности удерживаться в Матаморосе, генерал Томас Мехия капитулировал через некоторое время, оставив противнику артиллерийские орудия. Его люди были перевезены на американских пароходах в Веракрус.